# 複製印刷
複製印刷 (Reprography) とは、 写真やゼログラフィ などグラフィックを機械的または電気的な手段で複製するための印刷、印刷手法。複製印刷は、カタログ、アーカイブでのほか、建築業やエンジニアリング業など建設業界で一般的に使用されている。 
大規模な複製印刷は、最終成果品の用途と必要数量に一部依存するさまざまな技術をもって実施される。典型的な複写方法の例にはジアゾ （ブルーライン）、 静電 （ゼログラフィック）、写真、レーザーおよびインクジェット印刷などがある。 
複製印刷は原寸サイズからより小さな/より大きなハードコピーのオリジナルからも作成可能。印刷物は、 CAD （コンピューター支援設計および製図）ファイルの他、ますます多様化するデスクトップパブリッシングおよび設計ソフトウェアパッケージからコンピューター生成することもできる。 
複写業は顧客の大判複写のニーズに対応することに加え、複写機器と関連の消耗品まで取り扱い販売している。このほかマウントとラミネート加工、クイックコピー、マイクロフィルム生成、スキャンサービス、施設管理などのビジネスサービスも提供している。  
建築図面等の複写、 複写した図面など様々な技術をカバーして、メディア、そして一般的に元の複数のコピー作るためにサポートがなされていくが、関連記録として作図されて建築家 、 造園家 、 エンジニア 、 測量士 、マップメーカーなど建物内や他の専門家、エンジニアリング取引に活用される。アーカイブ保存のコンテキスト内でも建築記録の管理者は、これらの資料の人工的な性質を管理する際に、識別とケアなど多くの側面を考慮しなければならない。保管容器、取り扱い、紙および化学組成と相互作用、紫外線暴露、湿度、カビ、およびその他の潜在的な有害物質は相互作用して、これらの文書の寿命を決定すると同様に、建築複製図は非常に大きなフォーマットであることが多く、保管と取り扱いの決定が特に複雑になる。  
19世紀の後半に西洋建築の専門化された実践が台頭したことにより、建築書誌の分野およびそれに対応する写真と大量生産の木材パルプ紙の開発は、重要な実験と技術の進歩を見た。1840年代のブループリントプロセスの大幅な改良から始まり、第二次世界大戦後のジアゾタイプ印刷の広範な採用により、デザイン専門職はアナログの複製法に変わってトレーシングペーパー、ベラム、リネンなどをサポートしていく。これらの複写は通常、建築家自身の設計プロセス全体で使用され、クライアント、請負業者、政府機関、およびその他の関係者への配布にも使用された。しかし、CAD（またはコンピューター支援設計）の統合により、過去25年間の設計慣行では、アナログのレプログラフィーの専門職が即一般的ではなくなり、本質的に短命であった。アーキビスト、キュレーター、図書館員、およびその他の記録の管理者にとって、伝統的な複製形式は現在、しばしば長期的なケアと保護の必要性を伴う歴史的な文書と見なされていく。   
ストレージについはロール式とフラット式とがある。   
ロール式は建築図面などの図面用のストレージの最も一般的な形式（アクティブなプロ用の図面とアーカイブ環境の両方）で、従来はロールであった。これにより、スペースの使用効率と検索の容易さが可能になるが、ストレージをロールにするというカジュアルなアプローチから潜在的に有害な状況が発生する可能性もある。紙製の支持体上の複写用の図面の場合、巻くと紙の繊維に応力がかかり、試験のために巻くのがより難しくなる。小さなロールは簡単に押しつぶすことができ、追加の保護包装やサポートなしで端を折り曲げたり裂けたりすることも可能。   
ただし壊れやすい、硬い、または非定型のメディアによってロールストレージが実行不可能になる状況では、フラットボックスまたはフラットファイルドロワーに保管するのが最良の選択で、理想的には深さ4インチ以下の、酸やリグニンを含まないポートフォリオボックスが費用対効果が高く、棚の配置の柔軟性を高めることができる。フラットファイルの家具は、保管または引き出しに出し入れする際に材料を損傷する可能性のある錆や鋭利なエッジのないパウダーまたはエナメルでコーティングされたスチールユニットのアーカイブサウンド構造で最小要件を満たす必要がある。   
図面は、検索を容易にするために、できれば対応するコンテナの寸法全体に収まるようにカットされたフォルダ内でグループ化および識別する必要がある。ロール素材と同様に、フォルダ内で図面をグループ化する際には、印刷プロセスの化学的相互作用の可能性を考慮する必要もある。たとえば、可能な限り、青写真はジアゾタイプから分離し、セピアのジアゾプリントは可能な限り単独で保管する必要がある。   
ほとんどの図面、特にサイズが大きかったり著しく損傷している図面の場合、写真の再現は依然として図面の細部を正確に再現する最良の方法である。著しく損傷していない図面、またはポリエステルフィルムに封入されている図面の場合、デジタルフラットベッドスキャンまたはその他の機械的方法が選択可能。   
アメリカ公文書館協会Society of American Archivistsは、多くのアーキビストの専門的な責任をサポートしています。特に、SAAの建築記録ラウンドテーブルは、さまざまな建築文書の取得、識別、説明、保存、デジタル保存の問題を議論するための主要なフォーラムである。    